# 時裝劇
時裝劇是指時代背景設定為現代的電影、電視劇，亦包括為現代穿著時裝及學習現代人的樣子，演員們也會穿著現代的衣物演出。

## 各地時裝劇

### 民視無線台
- 1997年6月 菅芒花的春天
- 1997年9月 再叫一聲爸爸
- 1998年3月 舉頭三尺有神明
- 1998年7月 愛你入骨
- 1998年9月 春天後母心
- 1999年2月 狀元親家
- 1999年8月 富貴在天
- 1999年12月 親戚不計較
- 2000年2月 長男的媳婦
- 2000年8月 將心比心
- 2001年10月 情義
- 2002年3月 世間路
- 2002年10月 不了情
- 2003年8月 日正當中
- 2004年3月 慾望人生
- 2004年9月 意難忘
- 2006年11月 愛
- 2008年5月 娘家
- 2009年12月 夜市人生
- 2011年7月 父與子
- 2012年7月 風水世家
- 2014年12月 嫁妝
- 2016年3月 春花望露
- 2017年7月 幸福來了
- 2018年7月 大時代
- 2019年9月 多情城市
- 2021年6月 黃金歲月
- 2022年10月 市井豪門
- 2023年10月 愛的榮耀
- 2024年12月 好運來

### 三立台灣台
- 真情满天下
- 天下父母心
- 家和萬事興
- 牽手
- 天下女人心
- 世間情
- 甘味人生
- 一家人
- 金家好媳婦
- 炮仔聲
- 天之驕女
- 一家團圓
- 天道
- 願望